# Ваджпаи, Атал Бихари
Атал Бихари Ваджпаи (хинди अटल बिहारी वाजपेयी; [əˈʈəl bɪˈɦaːri ˈʋaːdʒpeːji] 25 декабря 1924 — 16 августа 2018) — индийский государственный и политический деятель, 11-й и 14-й премьер-министр Индии в 1996 и переизбран в 1998—2004 годах.

## Биография
Родился 25 декабря 1924 в Гвалиоре (в те годы — столица одноимённого княжества, ныне — в штате Мадхья-Прадеш). Выходец из касты брахманов.
Один из виднейших индийских политиков конца XX века.
В 1968—1973 президент организации Раштрия сваямсевак сангх. Впервые избран в парламент Индии в 1957. Министр иностранных дел в марте 1977 — июле 1979. В 1980—1984, 1993—1996 — лидер парламентской фракции Бхаратия джаната парти (БДП). Лидер оппозиции в Лок сабха 11-го созыва. В 1996 году после победы БДП стал премьер-министром, переизбран в 1998.
13 октября 1999 вместе с НДА образовал парламентское большинство.
Проводил рыночные реформы, политику по преодолению бедности и росту ВВП (он был при нём в рамках 7-8 %) и пытался провести мирные переговоры с Пакистаном после обострения ситуации в конце 1990-х годов.
Во время премьерства Ваджпаи Индия провела вторые ядерные испытания на полигоне в штате Раджастхан.